# Dysmicoccus macrozamiae
Dysmicoccus macrozamiae är en insektsart som först beskrevs av Fuller 1897.  Dysmicoccus macrozamiae ingår i släktet Dysmicoccus och familjen ullsköldlöss. Inga underarter finns listade i Catalogue of Life.